# احمد بن فریغون
احمد بن فریغون (درگذشتهٔ سدهٔ دهم میلادی) نخستين فرمانروای فریغونی گوزگان (سدهٔ نهم تا دهم میلادی) بود. او پسر یکی از فریغون‌ها بود.
او نخستين فرمانروای فریغونی است که به گونه‌ای کامل در بن‌مايه‌ها پذيرفته شده‌است. در لشکرکشی‌های عمرو بن لیث، فرمانروای صفاری، احمد به همراه یکی دیگر از فرمانروايان بومی ایرانی، ابوداود محمد بن احمد از دودمان بانيجوريان، ناچار به پذیرش پيروی از او شدند.
با این همه، در سال ۹۰۰ میلادی، عمرو از اسماعیل بن احمد، امير سامانی، شکست خورد و در غل‌وزنجير شد، که اين شكست، «پذيرش پپروی از سامانی» را برای احمد و ابوداوود در پی داشت. درباره احمد بايد گفت كه در آينده در سالی كه روشن نيست، پسرش ابوالحارث محمد جانشین او شد.

## منبع
- Bosworth, C. E. "ĀL-E FARĪḠŪN." Encyclopedia Iranica. 1 August 2012. <http://www.iranicaonline.org/articles/al-e-farigun-a-minor-iranian-dynasty-of-guzgan->
- Frye, R.N. (1975). "The Sāmānids".  In Frye, R.N. (ed.). The Cambridge History of Iran, Volume 4: From the Arab Invasion to the Saljuqs. Cambridge: Cambridge University Press. pp. 136–161. ISBN 0-521-20093-8.